# Edmund Ścibor-Rylski
Edmund Stanisław-Kostka Ścibor-Rylski herbu Ostoja (ur. 27 lipca 1867 w Wielopolu, zm. 28 sierpnia 1914 pod Zaleszczykami) – kapitan piechoty cesarskiej i królewskiej Armii, urzędnik.

## Życiorys
Edmund Stanisław-Kostka Ścibor-Rylski urodził się 27 lipca 1867 w Wielopolu. Był wnukiem Wincentego Ścibora-Rylskiego (zm. 1885, powstaniec listopadowy, właściciel ziemski) oraz synem Augusta (1841–1902, powstaniec styczniowy, właściciel ziemski, urzędnik) i Ludmiły z domu Leszczyńskiej. Jego rodzeństwem byli Maria (ur. 1866), Kazimiera (1869–1871), Witold (1871–1926, oficer, wojskowy), Olga (1873–1898), Stanisław (1875-1916, także oficer C. K. Armii), Józef Stefan wzgl. Stefan (ur. 1875), Zofia (ur. 1883, zamężna z Aleksandrem Sahankiem, synem Adolfa; był świadkiem na ślubie siostry 22 listopada 1902). Początkowo jego rodzina zamieszkiwała w majątku Wielopole pod Zagórzem, po czym przeprowadziła się do Lwowa, gdzie rodzeństwo podjęło naukę szkolną. W 1885 Edmund Ścibor-Rylski zdał egzamin dojrzałości w C. K. Gimnazjum w Przemyślu.
Został oficerem C. K. Armii. Mianowany podporucznikiem piechoty, początkowo bez określenia rangi, potem ustalono z dniem 1 listopada 1892. Później awansowany na stopień porucznika piechoty z dniem 1 maja 1896. Był oficerem zawodowym 90 pułku piechoty z Jarosławia. Około 1897 jako były oficer zawodowy w stopniu porucznika został przeniesiony do rezerwy i do 1914 pozostawał z przydziałem do macierzystego 90 pułku piechoty. W tym okresie został awansowany na stopień kapitana w rezerwie piechoty z dniem 1 listopada 1909.
Około 1893 otrzymał tytuł szambelana (podkomorzy). 18 października 1902 został wybrany we Lwowie członkiem komisji rewizyjnej po uchwaleniu likwidacji sądowej garbarni akcyjnej z Rzeszowa. Przy C. K. Sądzie Obwodowym w Rzeszowie był asesorem ze stanu kupieckiego do senatu dla spraw handlowych z tytułem radcy cesarskiego.  Był jednym z cenzorow filii Banku Austro-Węgierskiego w Rzeszowie. Do 1914 był dyrektorem Towarzystwa Zaliczkowego i Kredytowego w Rzeszowie. Od około 1910 do 1914 był członkiem Rady c. k. powiatu rzeszowskiego, wybrany z grup większych posiadłości, pełnił funkcję zastępcy członka wydziału. Do 1914 był członkiem komisji rewizyjnej Towarzystwa Wzajemnych Ubezpieczeń w Krakowie. Był członkiem rzeszowskiego gniazda Polskiego Towarzystwa Gimnastycznego „Sokół”.
W Rzeszowie zamieszkiwał przy ulicy 3 Maja 10. Jego żona pochodziła z rodu Leszczyńskich herbu Korczak.
Podczas I wojny światowej zmarł na froncie 28 sierpnia 1914 pod Zaleszczykami. W ewidencji wojskowej z 1916 nadal figurował jako kapitan w rezerwie 90 pułku piechoty. Jego brat Stanisław także zmarł na polu walki podczas I wojny światowej, również jako kapitan piechoty w szeregach C. K. Armii (w czerwcu 1916).

## Odznaczenia
- Krzyż Kawalerski Orderu Franciszka Józefa (1910)[17][34][23][35].
- Brązowy Medal Jubileuszowy Pamiątkowy dla Sił Zbrojnych i Żandarmerii (ok. 1899)[15]
- Krzyż Jubileuszowy dla Cywilnych Funkcjonariuszów Państwowych (około 1909)[16]